# Politisk tidskrift
Politisk tidskrift är centerrörelsens idé- och debattidskrift. Tidningen har sedan 1941 givits ut av Centerpartiets Ungdomsförbund. Den trycks tillsammans med Tidningen Verto men går även att läsa på Internet. Ansvarig utgivare och redaktör är Johan Magnusson.